# Världscupen i rodel
Världscupen i rodel hade premiär säsongen 1977/1978.

## Herrsingel
| Säsong    | Etta                         | Tvåa                            | Trea                            |
| --------- | ---------------------------- | ------------------------------- | ------------------------------- |
| 1977/1978 | Anton Winkler, Västtyskland  | Paul Hildgartner, Italien       | Manfred Schmidt, Österrike      |
| 1978/1979 | Paul Hildgartner, Italien    | Hansjörg Raffl, Italien         | Karl Brunner, Italien           |
| 1979/1980 | Ernst Haspinger, Italien     | Karl Brunner, Italien           | Georg Fluckinger, Österrike     |
| 1980/1981 | Ernst Haspinger, Italien     | Ingen placering                 | Karl Brunner, Italien           |
| 1980/1981 | Paul Hildgartner, Italien    | Ingen placering                 | Karl Brunner, Italien           |
| 1981/1982 | Ernst Haspinger, Italien     | Sergej Danilin, Sovjetunionen   | Michael Walter, Östtyskland     |
| 1982/1983 | Paul Hildgartner, Italien    | Sergej Danilin, Sovjetunionen   | Ernst Haspinger, Italien        |
| 1983/1984 | Michael Walter, Östtyskland  | Norbert Huber, Italien          | Jurij Chartjenko, Sovjetunionen |
| 1984/1985 | Norbert Huber, Italien       | Markus Prock, Österrike         | Gerhard Sandbichler, Österrike  |
| 1985/1986 | Norbert Huber, Italien       | Johannes Schettel, Västtyskland | Paul Hildgartner, Italien       |
| 1986/1987 | Norbert Huber, Italien       | Rene Friedl, Östtyskland        | Markus Prock, Österrike         |
| 1987/1988 | Markus Prock, Österrike      | Juri Chartjenko, Sovjetunionen  | Jens Müller, Östtyskland        |
| 1988/1989 | Georg Hackl, Västtyskland    | Jens Müller, Östtyskland        | Johannes Schettel, Västtyskland |
| 1989/1990 | Georg Hackl, Västtyskland    | Markus Prock, Österrike         | Jens Müller, Östtyskland        |
| 1990/1991 | Markus Prock, Österrike      | Georg Hackl, Tyskland           | Jens Müller, Tyskland           |
| 1991/1992 | Markus Prock, Österrike      | Duncan Kennedy, USA             | Georg Hackl, Tyskland           |
| 1992/1993 | Markus Prock, Österrike      | Georg Hackl, Tyskland           | Duncan Kennedy, USA             |
| 1993/1994 | Markus Prock, Österrike      | Duncan Kennedy, USA             | Georg Hackl, Tyskland           |
| 1994/1995 | Markus Prock, Österrike      | Armin Zöggeler, Italien         | Jens Müller, Tyskland           |
| 1995/1996 | Markus Prock, Österrike      | Armin Zöggeler, Italien         | Georg Hackl, Tyskland           |
| 1996/1997 | Markus Prock, Österrike      | Jens Müller, Tyskland           | Wilfried Huber, Italien         |
| 1997/1998 | Armin Zöggeler, Italien      | Norbert Huber, Italien          | Gerhard Gleirscher, Österrike   |
| 1998/1999 | Markus Prock, Österrike      | Georg Hackl, Tyskland           | Jens Müller, Tyskland           |
| 1999/2000 | Armin Zöggeler, Italien      | Jens Müller, Tyskland           | Georg Hackl, Tyskland           |
| 2000/2001 | Armin Zöggeler, Italien      | Georg Hackl, Tyskland           | Markus Prock, Österrike         |
| 2001/2002 | Markus Prock, Österrike      | Armin Zöggeler, Italien         | Georg Hackl, Tyskland           |
| 2002/2003 | Markus Kleinheinz, Österrike | Georg Hackl, Tyskland           | Armin Zöggeler, Italien         |
| 2003/2004 | Armin Zöggeler, Italien      | Georg Hackl, Tyskland           | David Möller, Tyskland          |
| 2004/2005 | Albert Demtjenko, Ryssland   | Georg Hackl, Tyskland           | Markus Kleinheinz, Österrike    |
| 2005/2006 | Armin Zöggeler, Italien      | David Möller, Tyskland          | Tony Benshoof, USA              |
| 2006/2007 | Armin Zöggeler, Italien      | David Möller, Tyskland          | Reinhold Rainer, Italien        |
| 2007/2008 | Armin Zöggeler, Italien      | David Möller, Tyskland          | Albert Demtjenko, Ryssland      |
| 2008/2009 | Armin Zöggeler, Italien      | David Möller, Tyskland          | Jan Eichhorn, Tyskland          |
| 2009/2010 | Armin Zöggeler, Italien      | Albert Demtjenko, Ryssland      | Felix Loch, Tyskland            |
| 2010/2011 | Armin Zöggeler, Italien      | Felix Loch, Tyskland            | Albert Demtjenko, Ryssland      |
| 2011/2012 | Felix Loch, Tyskland         | Andi Langenhan, Tyskland        | David Möller, Tyskland          |
| 2012/2013 | Felix Loch, Tyskland         | Andi Langenhan, Tyskland        | David Möller, Tyskland          |
| 2013/2014 | Felix Loch, Tyskland         | Armin Zöggeler, Italien         | Dominik Fischnaller, Italien    |
| 2014/2015 | Felix Loch, Tyskland         | Andi Langenhan, Tyskland        | Wolfgang Kindl, Österrike       |
| 2015/2016 | Felix Loch, Tyskland         | Wolfgang Kindl, Österrike       | Chris Mazdzer, USA              |
| 2016/2017 | Roman Repilov, Ryssland      | Felix Loch, Tyskland            | Wolfgang Kindl, Österrike       |
| 2017/2018 | Felix Loch, Tyskland         | Wolfgang Kindl, Österrike       | Roman Repilov, Ryssland         |
| 2018/2019 | Semjon Pavlichenko, Ryssland | Roman Repilov, Ryssland         | Felix Loch, Tyskland            |
| 2019/2020 | Roman Repilov, Ryssland      | Dominik Fischnaller, Italien    | Semjon Pavlichenko, Ryssland    |
| 2020/2021 | Felix Loch, Tyskland         | Johannes Ludwig, Tyskland       | Dominik Fischnaller, Italien    |
| 2021/2022 | Johannes Ludwig, Tyskland    | Wolfgang Kindl, Österrike       | Felix Loch, Tyskland            |
| 2022/2023 | Dominik Fischnaller, Italien | Felix Loch, Tyskland            | Max Langenhan, Tyskland         |
| 2023/2024 | Max Langenhan, Tyskland      | Kristers Aparjods, Lettland     | Felix Loch, Tyskland            |

## Damsingel
| Säsong    | Etta                               | Tvåa                               | Trea                               |
| --------- | ---------------------------------- | ---------------------------------- | ---------------------------------- |
| 1977/1978 | Regina König, Västtyskland         | Andrea Fendt, Västtyskland         | Angelika Schafferer, Österrike     |
| 1978/1979 | Angelika Schafferer, Österrike     | Marie-Louise Rainer, Italien       | Christine Brunner, Österrike       |
| 1979/1980 | Angelika Schafferer, Österrike     | Bettina Schmidt, Östtyskland       | Christine Brunner, Österrike       |
| 1980/1981 | Angelika Schafferer, Österrike     | Monika Auer, Italien               | Marie-Louise Rainer, Italien       |
| 1981/1982 | Vera Zozula, Sovjetunionen         | Marie-Louise Rainer, Italien       | Monika Auer, Italien               |
| 1982/1983 | Ute Weiss, Östtyskland             | Ingrida Amantova, Sovjetunionen    | Melitta Sollmann, Östtyskland      |
| 1983/1984 | Steffi Martin, Östtyskland         | Ingen placering                    | Ute Oberhoffner-Weiss, Östtyskland |
| 1983/1984 | Bettina Schmidt, Östtyskland       | Ingen placering                    | Ute Oberhoffner-Weiss, Östtyskland |
| 1984/1985 | Cerstin Schmidt, Östtyskland       | Ute Oberhoffner-Weiss, Östtyskland | Marie-Louise Rainer, Italien       |
| 1985/1986 | Marie-Louise Rainer, Italien       | Cerstin Schmidt, Östtyskland       | Ute Oberhoffner-Weiss, Östtyskland |
| 1986/1987 | Cerstin Schmidt, Östtyskland       | Marie-Louise Rainer, Italien       | Gabriele Kohlisch, Östtyskland     |
| 1987/1988 | Yuliya Antipova, Sovjetunionen     | Gabriele Kohlisch, Östtyskland     | Susi Erdmann, Östtyskland          |
| 1988/1989 | Ute Oberhoffner-Weiss, Östtyskland | Gerda Weissensteiner, Italien      | Yuliya Antipova, Sovjetunionen     |
| 1989/1990 | Julija Antipova, Sovjetunionen     | Gerda Weissensteiner, Italien      | Jana Bode, Västtyskland            |
| 1990/1991 | Susi Erdmann, Tyskland             | Gerda Weissensteiner, Italien      | Gabriele Kohlisch, Tyskland        |
| 1991/1992 | Susi Erdmann, Tyskland             | Cammy Myler, USA                   | Doris Neuner, Österrike            |
| 1992/1993 | Gerda Weissensteiner, Italien      | Doris Neuner, Österrike            | Andrea Tagwerker, Österrike        |
| 1993/1994 | Gabriele Kohlisch, Tyskland        | Jana Bode, Tyskland                | Susi Erdmann, Tyskland             |
| 1993/1994 | Gabriele Kohlisch, Tyskland        | Jana Bode, Tyskland                | Andrea Tagwerker, Österrike        |
| 1994/1995 | Sylke Otto, Tyskland               | Gabriele Kohlisch, Tyskland        | Jana Bode, Tyskland                |
| 1995/1996 | Jana Bode, Tyskland                | Gerda Weissensteiner, Italien      | Gabriele Kohlisch, Tyskland        |
| 1996/1997 | Andrea Tagwerker, Österrike        | Angelika Neuner, Österrike         | Jana Bode, Tyskland                |
| 1997/1998 | Gerda Weissensteiner, Italien      | Silke Kraushaar, Tyskland          | Cammy Myler, USA                   |
| 1998/1999 | Silke Kraushaar, Tyskland          | Sylke Otto, Tyskland               | Barbara Niedernhuber, Tyskland     |
| 1999/2000 | Sylke Otto, Tyskland               | Silke Kraushaar, Tyskland          | Barbara Niedernhuber, Tyskland     |
| 2000/2001 | Silke Kraushaar, Tyskland          | Sylke Otto, Tyskland               | Angelika Neuner, Österrike         |
| 2001/2002 | Silke Kraushaar, Tyskland          | Sylke Otto, Tyskland               | Barbara Niedernhuber, Tyskland     |
| 2002/2003 | Sylke Otto, Tyskland               | Silke Kraushaar, Tyskland          | Barbara Niedernhuber, Tyskland     |
| 2003/2004 | Sylke Otto, Tyskland               | Silke Kraushaar, Tyskland          | Barbara Niedernhuber, Tyskland     |
| 2004/2005 | Barbara Niedernhuber, Tyskland     | Silke Kraushaar, Tyskland          | Sylke Otto, Tyskland               |
| 2005/2006 | Silke Kraushaar, Tyskland          | Sylke Otto, Tyskland               | Tatjana Hüfner, Tyskland           |
| 2006/2007 | Silke Kraushaar-Pielach, Tyskland  | Tatjana Hüfner, Tyskland           | Anke Wischnewski, Tyskland         |
| 2007/2008 | Tatjana Hüfner, Tyskland           | Silke Kraushaar-Pielach, Tyskland  | Natalie Geisenberger, Tyskland     |
| 2008/2009 | Tatjana Hüfner, Tyskland           | Natalie Geisenberger, Tyskland     | Anke Wischnewski, Tyskland         |
| 2009/2010 | Tatjana Hüfner, Tyskland           | Natalie Geisenberger, Tyskland     | Anke Wischnewski, Tyskland         |
| 2010/2011 | Tatjana Hüfner, Tyskland           | Natalie Geisenberger, Tyskland     | Anke Wischnewski, Tyskland         |
| 2011/2012 | Tatjana Hüfner, Tyskland           | Natalie Geisenberger, Tyskland     | Anke Wischnewski, Tyskland         |
| 2012/2013 | Natalie Geisenberger, Tyskland     | Anke Wischnewski, Tyskland         | Tatjana Hüfner, Tyskland           |
| 2013/2014 | Natalie Geisenberger, Tyskland     | Alex Gough, Kanada                 | Tatjana Hüfner, Tyskland           |
| 2014/2015 | Natalie Geisenberger, Tyskland     | Dajana Eitberger, Tyskland         | Tatjana Hüfner, Tyskland           |
| 2015/2016 | Natalie Geisenberger, Tyskland     | Tatjana Ivanova, Ryssland          | Tatjana Hüfner, Tyskland           |
| 2016/2017 | Natalie Geisenberger, Tyskland     | Tatjana Hüfner, Tyskland           | Tatjana Ivanova, Ryssland          |
| 2017/2018 | Natalie Geisenberger, Tyskland     | Dajana Eitberger, Tyskland         | Summer Britcher, USA               |
| 2018/2019 | Natalie Geisenberger, Tyskland     | Julia Taubitz, Tyskland            | Summer Britcher, USA               |
| 2019/2020 | Julia Taubitz, Tyskland            | Tatjana Ivanova, Ryssland          | Viktorija Demtjenko, Ryssland      |
| 2020/2021 | Natalie Geisenberger, Tyskland     | Julia Taubitz, Tyskland            | Dajana Eitberger, Tyskland         |
| 2021/2022 | Julia Taubitz, Tyskland            | Madeleine Egle, Österrike          | Natalie Geisenberger, Tyskland     |
| 2022/2023 | Julia Taubitz, Tyskland            | Dajana Eitberger, Tyskland         | Anna Berreiter, Tyskland           |
| 2023/2024 | Julia Taubitz, Tyskland            | Anna Berreiter, Tyskland           | Madeleine Egle, Österrike          |

## Herrdubbel
| Säsong    | Etta                                               | Tvåa                                              | Trea                                              |
| --------- | -------------------------------------------------- | ------------------------------------------------- | ------------------------------------------------- |
| 1977/1978 | Italien Peter Gschnitzer Karl Brunner              | Västtyskland Hans Brandner Balthasar Schwarm      | Västtyskland Stefan Hölzlwimmer Rudolf Grosswang  |
| 1978/1979 | Italien Peter Gschnitzer Karl Brunner              | Österrike Georg Fluckinger Karl Schrott           | Västtyskland Hans Brandner Balthasar Schwarm      |
| 1979/1980 | Österrike Günther Lemmerer Reinhold Sulzbacher     | Österrike Georg Fluckinger Karl Schrott           | Italien Peter Gschnitzer Karl Brunner             |
| 1980/1981 | Österrike Günther Lemmerer Reinhold Sulzbacher     | Italien Hansjörg Raffl Karl Brunner               | Västtyskland Hans Stangassinger Franz Wembacher   |
| 1981/1982 | Österrike Günther Lemmerer Reinhold Sulzbacher     | Österrike Georg Fluckinger Franz Wilhelmer        | Sovjetunionen Juris Eissak Eynar Veyksha          |
| 1982/1983 | Italien Hansjörg Raffl Karl Brunner                | Västtyskland Hans Stangassinger Franz Wembacher   | Västtyskland Thomas Schwab Wolfgang Staudinger    |
| 1983/1984 | Östtyskland Jörg Hoffmann Jochen Pietzsch          | Österrike Georg Fluckinger Franz Wilhelmer        | Italien Hansjörg Raffl Norbert Huber              |
| 1984/1985 | Italien Hansjörg Raffl Norbert Huber               | Österrike Georg Fluckinger Franz Wilhelmer        | Östtyskland René Keller Lutz Kühnlenz             |
| 1985/1986 | Italien Hansjörg Raffl Norbert Huber               | Västtyskland Thomas Schwab Wolfgang Staudinger    | Västtyskland Stefan Ilsanker Georg Hackl          |
| 1986/1987 | Västtyskland Thomas Schwab Wolfgang Staudinger     | Västtyskland Stefan Ilsanker Georg Hackl          | Italien Hansjörg Raffl Norbert Huber              |
| 1987/1988 | Sovjetunionen Jevgenij Belousov Aleksandr Beljakov | Västtyskland Stefan Ilsanker Georg Hackl          | Italien Hansjörg Raffl Norbert Huber              |
| 1988/1989 | Italien Hansjörg Raffl Norbert Huber               | Östtyskland Stefan Krausse Jan Behrendt           | Östtyskland Jörg Hoffmann Jochen Pietzsch         |
| 1989/1990 | Italien Hansjörg Raffl Norbert Huber               | Italien Kurt Brugger Wilfried Huber               | Västtyskland Stefan Ilsanker Georg Hackl          |
| 1990/1991 | Italien Hansjörg Raffl Norbert Huber               | Tyskland Stefan Krausse Jan Behrendt              | Italien Kurt Brugger Wilfried Huber               |
| 1991/1992 | Italien Hansjörg Raffl Norbert Huber               | Tyskland Yves Mankel Thomas Rudolph               | Tyskland Stefan Krausse Jan Behrendt              |
| 1992/1993 | Italien Hansjörg Raffl Norbert Huber               | Italien Kurt Brugger Wilfried Huber               | Tyskland Stefan Krausse Jan Behrendt              |
| 1993/1994 | Tyskland Stefan Krausse Jan Behrendt               | Österrike Tobias Schiegl Markus Schiegl           | Tyskland Steffen Skel Steffen Wöller              |
| 1994/1995 | Tyskland Stefan Krausse Jan Behrendt               | Italien Kurt Brugger Wilfried Huber               | USA Chris Thorpe Gordy Sheer                      |
| 1995/1996 | Tyskland Stefan Krausse Jan Behrendt               | Tyskland Yves Mankel Thomas Rudolph               | USA Chris Thorpe Gordy Sheer                      |
| 1996/1997 | USA Chris Thorpe Gordy Sheer                       | Italien Gerhard Plankensteiner Oswald Haselrieder | Österrike Tobias Schiegl Markus Schiegl           |
| 1997/1998 | USA Mark Grimmette Brian Martin                    | Italien Kurt Brugger Wilfried Huber               | Italien Gerhard Plankensteiner Oswald Haselrieder |
| 1998/1999 | USA Mark Grimmette Brian Martin                    | Österrike Tobias Schiegl Markus Schiegl           | Tyskland Patric Leitner Alexander Resch           |
| 1999/2000 | Tyskland Patric Leitner Alexander Resch            | Tyskland Steffen Skel Steffen Wöller              | USA Mark Grimmette Brian Martin                   |
| 2000/2001 | Tyskland Steffen Skel Steffen Wöller               | Tyskland André Florschütz Torsten Wustlich        | Tyskland Patric Leitner Alexander Resch           |
| 2001/2002 | Tyskland Patric Leitner Alexander Resch            | Tyskland Steffen Skel Steffen Wöller              | Österrike Tobias Schiegl Markus Schiegl           |
| 2002/2003 | USA Mark Grimmette Brian Martin                    | Tyskland Patric Leitner Alexander Resch           | Österrike Tobias Schiegl Markus Schiegl           |
| 2003/2004 | Tyskland Patric Leitner Alexander Resch            | Tyskland André Florschütz Torsten Wustlich        | Italien Christian Oberstolz Patrick Gruber        |
| 2004/2005 | Italien Christian Oberstolz Patrick Gruber         | Tyskland André Florschütz Torsten Wustlich        | Österrike Andreas Linger Wolfgang Linger          |
| 2005/2006 | Tyskland Patric Leitner Alexander Resch            | Italien Christian Oberstolz Patrick Gruber        | Tyskland André Florschütz Torsten Wustlich        |
| 2006/2007 | Tyskland Patric Leitner Alexander Resch            | Italien Christian Oberstolz Patrick Gruber        | Italien Gerhard Plankensteiner Oswald Haselrieder |
| 2007/2008 | Tyskland Patric Leitner Alexander Resch            | Italien Christian Oberstolz Patrick Gruber        | Österrike Andreas Linger Wolfgang Linger          |
| 2008/2009 | Italien Christian Oberstolz Patrick Gruber         | Tyskland Patric Leitner Alexander Resch           | Österrike Andreas Linger Wolfgang Linger          |
| 2009/2010 | Tyskland André Florschütz Torsten Wustlich         | Tyskland Patric Leitner Alexander Resch           | Italien Christian Oberstolz Patrick Gruber        |
| 2010/2011 | Tyskland Tobias Wendl Tobias Arlt                  | Österrike Andreas Linger Wolfgang Linger          | Italien Christian Oberstolz Patrick Gruber        |
| 2011/2012 | Österrike Andreas Linger Wolfgang Linger           | Tyskland Tobias Wendl Tobias Arlt                 | Tyskland Toni Eggert Sascha Benecken              |
| 2012/2013 | Tyskland Tobias Wendl Tobias Arlt                  | Tyskland Toni Eggert Sascha Benecken              | Österrike Peter Penz Georg Fischler               |
| 2013/2014 | Tyskland Tobias Wendl Tobias Arlt                  | Tyskland Toni Eggert Sascha Benecken              | Italien Christian Oberstolz Patrick Gruber        |
| 2014/2015 | Tyskland Toni Eggert Sascha Benecken               | Tyskland Tobias Wendl Tobias Arlt                 | Lettland Andris Šics Juris Šics                   |
| 2015/2016 | Tyskland Tobias Wendl Tobias Arlt                  | Tyskland Toni Eggert Sascha Benecken              | Österrike Peter Penz Georg Fischler               |
| 2016/2017 | Tyskland Toni Eggert Sascha Benecken               | Tyskland Tobias Wendl Tobias Arlt                 | USA Matt Mortensen Jayson Terdiman                |
| 2017/2018 | Tyskland Toni Eggert Sascha Benecken               | Tyskland Tobias Wendl Tobias Arlt                 | Österrike Peter Penz Georg Fischler               |
| 2018/2019 | Tyskland Toni Eggert Sascha Benecken               | Österrike Thomas Steu Lorenz Koller               | Tyskland Tobias Wendl Tobias Arlt                 |
| 2019/2020 | Tyskland Toni Eggert Sascha Benecken               | Tyskland Tobias Wendl Tobias Arlt                 | Lettland Andris Šics Juris Šics                   |
| 2020/2021 | Österrike Thomas Steu Lorenz Koller                | Tyskland Toni Eggert Sascha Benecken              | Tyskland Tobias Wendl Tobias Arlt                 |
| 2021/2022 | Tyskland Toni Eggert Sascha Benecken               | Lettland Andris Šics Juris Šics                   | Tyskland Tobias Wendl Tobias Arlt                 |
| 2022/2023 | Tyskland Tobias Wendl Tobias Arlt                  | Tyskland Toni Eggert Sascha Benecken              | Lettland Mārtiņš Bots Roberts Plūme               |
| 2023/2024 | Österrike Thomas Steu Wolfgang Kindl               | Tyskland Tobias Wendl Tobias Arlt                 | Lettland Mārtiņš Bots Roberts Plūme               |

## Damdubbel
| Säsong    | Etta                                   | Tvåa                                           | Trea                                           |
| --------- | -------------------------------------- | ---------------------------------------------- | ---------------------------------------------- |
| 2022/2023 | Italien Andrea Vötter Marion Oberhofer | Österrike Selina Egle Lara Kipp                | Tyskland Jessica Degenhardt Cheyenne Rosenthal |
| 2023/2024 | Italien Andrea Vötter Marion Oberhofer | Tyskland Jessica Degenhardt Cheyenne Rosenthal | Tyskland Dajana Eitberger Saskia Schirmer      |